# Земсков, Константин Александрович
Константин Александрович Земсков (10 августа 1981) — российский футболист, защитник.

## Биография
В 2001 году был в составе калининградской «Балтики», но в первом дивизионе не играл. В 2002 году провёл 24 игры во втором дивизионе за «Автомобилист» Ногинск. В 2003 в составе калининградской команды «Балтика-Тарко» в первенстве КФК в 15 играх забил один мяч, в 2004 году во втором дивизионе сыграл 24 игры. 2005 год отыграл во втором дивизионе за «Спартак» Кострома — 15 матчей. В 2006 году провёл семь матчей в чемпионате Литвы за «Шяуляй», после чего завершил профессиональную карьеру.